# Yoanka González
Yoanka González Pérez (Villa Clara, Cuba, 9 de janeiro de 1976) é uma ciclista cubana especialista em provas de pista que ganhou a medalha de prata na modalidade de pontuação nos Jogos Olímpicos de Verão de 2008, conseguindo assim a primeira medalha na história do ciclismo cubano.

A prova de pontuação dos Jogos de Pequim teve lugar a 18 de agosto no Velódromo de Laoshan. Yoanka ganhou um total de quatro sprints puntuáveis, incluído o último, e obteve pontos em outros dois, acumulando um total de 18 pontos que lhe valeram a medalha de prata. O ouro foi para a holandesa Marianne Vos e o bronze para a espanhola Leire Olaberría.
Yoanka está casada com o ciclista cubano Pedro Pablo Pérez, quem também estava classificado para competir em Pequim, mas um acidente de tráfico pouco antes da cita olímpica lhe causou graves feridas, que ainda o mantêm no hospital. Yoanka decidiu ir aos Jogos para dedicar-lhe um triunfo a seu marido, pelo que a medalha conseguida tem uma carga especial emotiva. Nas suas primeiras declarações depois da corrida, disse: "Dedico-lhe a medalha a Pedro que tanto desejava este resultado. Lutei por ele todo o que pude, ele me deu forças para seguir adiante quando senti que faltava força". Também disse que é uma medalha de todo o povo cubano.
Além da medalha olímpica, no palmarés de Yoanka González conta-se o título de campeã mundial da modalidade de Scratch nos Mundiais de Melbourne 2004, e a medalha de bronze da modalidade de Pontuação nos Mundiais de Stuttgart 2003.
Tem participado em quatro edições dos Jogos Pan-Americanos, conseguindo um total de sete medalhas, duas delas de ouro. Nos últimos Jogos de Rio 2007 conseguiu a vitória na prova de Pontuação, enquanto nos de Santo Domingo 2003 fez-se com o triunfo na prova de fundo em estrada.
Sua primeira participação olímpica foi nos Jogos de Atenas 2004, onde acabou 10.ª na prova de pontuação.

## Resultados
| Ano  | Competição                        | Lugar                   | Resultado                                                                |
| ---- | --------------------------------- | ----------------------- | ------------------------------------------------------------------------ |
| 1995 | Jogos Pan-Americanos              | Mar do Prata            | 2.ª em Perseguição                                                       |
| 1997 | Campeonato Pan-Americanos de Rota |                         | 3.ª em Estrada                                                           |
| 1999 | Jogos Pan-Americanos              | Winnipeg                | 2.ª em Perseguição 2.ª em Estrada                                        |
| 2000 | Campeonato Pan-Americanos de Rota | Bucaramanga             | 3.ª em Estrada                                                           |
| 2003 | Campeonato do Mundo               | Stuttgart               | 3.ª em Pontuação 8.ª em Scratch                                          |
| 2003 | Jogos Pan-Americanos              | Santo Domingo           | 1.ª em Estrada 2.ª em Perseguição 3.ª em Pontuação 5.ª em Contrarrelógio |
| 2004 | Campeonato Pan-Americanos de Rota | Tinaquillo e San Carlos | 1.ª em Estrada 3.ª em Contrarrelógio                                     |
| 2004 | Campeonato do Mundo               | Melbourne               | 1.ª em Scratch                                                           |
| 2004 | Jogos Olímpicos                   | Atenas                  | 10.ª em Pontuação                                                        |
| 2006 | Campeonato do Mundo               | Bordéus                 | 4.ª em Pontuação                                                         |
| 2007 | Jogos Pan-Americanos              | Rio de Janeiro          | 1.ª em Pontuação 4.ª em Estrada                                          |
| 2008 | Campeonato do Mundo               | Manchester              | 5.ª em Pontuação                                                         |
| 2008 | Jogos Olímpicos                   | Pequim                  | 2.ª em Pontuação                                                         |